# Diocese de Taubaté
A Diocese de Taubaté (Dioecesis Taubatensis) é uma divisão territorial da Igreja Católica no estado de São Paulo. Sua sede é o município de Taubaté. Seu atual Bispo é D.  Wilson Luís Angotti Filho. Foi fundada em 7 de junho de 1908 pelo então papa Pio X.
Atualmente, a diocese de Taubaté abrange as paróquias das seguintes cidades:
Taubaté, Pindamonhangaba, Caçapava, São Bento do Sapucaí, Santo Antônio do Pinhal, Campos do Jordão, São Luiz do Paraitinga, Natividade da Serra, Jambeiro, Redenção da Serra e Tremembé.

## Histórico
A Diocese de Taubaté foi criada pelo Papa Pio X em 7 de junho de 1908 por meio da publicação da Bula “Diocesium Nimiam Amplitudinem”. O documento deu nova constituição à Província Eclesiástica em São Paulo. Foram criadas juntamente com a diocese de Taubaté a Arquidiocese de São Paulo e as dioceses de Botucatu, Campinas, Ribeirão Preto e São Carlos do Pinhal.
Para a formação do patrimônio das novas dioceses organizaram-se comissões de arrecadação. Na Diocese de Taubaté as doações dos monsenhores Miguel Martins da Silva e Antônio Nascimento Castro consistiram quase que inteiramente o patrimônio inicial da diocese. O Mons. Miguel Martins da Silva renunciou de toda a sua fortuna em prol da diocese, doando tudo que possuía em São Paulo e Mons. Antônio Nascimento Castro, prevendo a necessidade de uma sede episcopal, adquiriu da Igreja Nossa Senhora do Rosário o palacete que pertencera à família do Barão do Pouso Frio, doando-o à diocese.
Nesse período ainda não havia sido nomeado o primeiro bispo da diocese. Enquanto se esperava a decisão sobre quem seria o bispo, o então Administrador Apostólico nomeou em 4 de novembro de 1908, o Monsenhor Antônio Nascimento Castro, até aquele momento vigário episcopal de Taubaté, para exercer a função de Governador do Bispado com a função de organizar a Cúria.
A organização e instituição da nova Diocese de Taubaté foi concluída em 29 de abril de 1909. O Papa Pio X nomeou então o cônego Epaminondas Nunes de Ávila e Silva como Bispo Diocesano de Taubaté.
Os limites traçados para a Diocese de São Francisco das Chagas de Taubaté atingiam até o litoral paulista. No início da diocese, formavam-na todas as cidades do Vale do Paraíba Paulista, o lado paulista da Serra da Mantiqueira e da Serra do Mar e do Litoral Norte. 
Na mesma ocasião foi anunciado que o Santuário de Nossa Senhora Aparecida, embora estivesse dentro do espaço geográfico da nova Diocese de Taubaté, continuaria pertencendo a Arquidiocese de São Paulo.
Posteriormente, a Diocese de Taubaté passou a ter novas paróquias: Caraguatatuba, Ubatuba, Vila Bela (Ilha Bela), Quiririm, Campos do Jordão, Roseira e Jatahy (Santa Cabeça, hoje bairro de Cachoeira Paulista).
Com o passar dos anos e o desenvolvimento econômico da região, o tamanho da diocese e o aumento do número de fiéis fizeram com que a diocese, para facilitar a administração das paróquias, desse origem às dioceses de Caraguatatuba, de Lorena e de São José dos Campos.
Em 19 de abril de 1958, foi criada a Arquidiocese de Aparecida. A Diocese de Taubaté passou então a pertencer a nova Província Eclesiástica de Aparecida.

## Bispos
Desde a sua fundação, a diocese foi comandada por sete bispos. São eles:
|                 | Nome                                      | Período    | Notas                               |
| Bispos          | Bispos                                    | Bispos     | Bispos                              |
| --------------- | ----------------------------------------- | ---------- | ----------------------------------- |
| 7º              | Wilson Luís Angotti Filho                 | 2015–atual |                                     |
| 6º              | Carmo João Rhoden, S.C.J.                 | 1996–2015  | Bispo emérito                       |
| 5º              | Antônio Afonso de Miranda, SDN            | 1981–1996  |                                     |
| 4º              | José Antônio do Couto, S.C.J.             | 1976–1981  |                                     |
| 3º              | Francisco Borja do Amaral                 | 1944–1976  |                                     |
| 2º              | André Arcoverde de Albuquerque Cavalcanti | 1936–1941  |                                     |
| 1º              | Epaminondas Nunes D'avila e Silva         | 1909–1935  |                                     |
| Bispo-coadjutor |                                           |            |                                     |
|                 | José Antônio do Couto, S.C.J.             | 1974–1976  |                                     |
| Bispo Auxiliar  |                                           |            |                                     |
|                 | Gabriel Paulino Bueno Couto, O.Carm.      | 1956–1965  | Nomeado Bispo auxiliar de São Paulo |